# Mycetophila bivittata
Mycetophila bivittata är en tvåvingeart som först beskrevs av Gabriel Strobl 1880.  Mycetophila bivittata ingår i släktet Mycetophila och familjen svampmyggor.
Artens utbredningsområde är Österrike. Inga underarter finns listade i Catalogue of Life.